# Unix
A Unix (amely eredetileg UNIX védjeggyel jelent meg; magyaros kiejtése: juniksz) egy 1969-ben kifejlesztett operációs rendszer, amelyet az AT&T munkatársai dolgoztak ki a Bell Laboratoriesben.
1993 óta a UNIX nem egy cég egyetlen termékét jelöli, hanem egy licencelhető védjegy, melyet az Open Group kezel.
A UNIX kritériumoknak megfelelő és hitelesített rendszer például a HP-UX, a AIX, a Mac OS X, a Solaris.
A követelményeknek megfelelő, de nem hitelesített (vagy csak részben megfelelő) rendszereket Unix-szerűnek szokták nevezni. Unix-szerű operációs rendszer például a Linux, a BSD, a MINIX, a QNX vagy a GNU Hurd.

## A Unix története

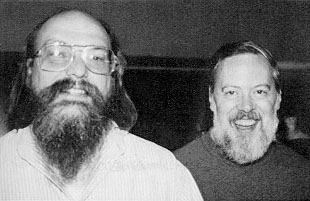
Ken Thompson és Dennis Ritchie

A Unix operációs rendszer fejlesztése a 
Multics-szal (Multiplexed Operating and Computing System) kezdődött. A Multics projekt az 1960-as évek közepén indult, a General Electric, Massachusetts Institute for Technology és a Bell Laboratories együttműködésében. 1969-ben a Bell Laboratories kivonult a projektből.
A Bell Laboratories egyik munkatársa, Ken Thompson részt vett a Multics projektben. Szerette a Multicsot, de túl komplexnek találta. Thompson a Multics nyomdokain haladva egy PDP–7-esen egy hónap alatt megírta az első Unicsot. Egy-egy hétbe tellett megírni neki az eredeti rendszermagot, héjat, szövegszerkesztőt, és assembler fordítót. A UNICS jelentése „Uniplexed Operating and Computing System”. Ahogy az operációs rendszer változott, a nevét lerövidítették, és így született meg a rövidebb "Unix" név. A UNICS 1969 szeptemberében jelent meg.
A UNIX rendszermagját eleinte assembly segítségével készítették el, majd 1973-ban nagyrészt átírták C nyelvre, amely lehetővé tette az egyszerű portolást a különböző hardverekre.
Bár a UNIX név jelenleg az Open Group bejegyzett védjegye, a UNIX-jogokkal a Novell rendelkezik. A UNIX nevet gyakran használjuk operációs rendszer család megnevezésére is, néha függetlenül attól, hogy egyáltalán fejlődésében van-e közvetlen köze az eredeti UNIX-hoz vagy sem. Ennek alapján a Linux is egy UNIX-szerű rendszer, annak ellenére, hogy közvetlenül nem használtak fel benne UNIX-eredetű kódot. A UNIX és UNIX-szerű operációs rendszereket gyakran *NIX közös megnevezéssel illetik.

## A 2038-as év problémája
Alapvetően a Unix rendszerek az időt 1970. január 1. óta eltelt másodpercekben számolják, és ennek tárolására előjeles 32 bites egész számot használnak. Így 2038. január 19-én túlcsordulási hiba folytán egyes rendszerek 1970-et, mások 1901-et fognak jelezni.

## i386
IBM-kompatibilis PC-k az Intel 80386 kompatibilis processzorok alkalmazása óta alkalmasak Unix, BSD és Linux operációs rendszerek futtatására. Legfőbb ok az, hogy az i386 az azt megelőző 80286, 8086 és 8088 processzorokkal ellentétben már preemptive processzor, azaz önálló feladatok futását oly mértékben támogatja, hogy képes egy feladatot annak készséges együttműködése ellenére is a processzorra várakoztatni, vagy akár fel is számolni.